# Hermann Scherchen
Hermann Carl Julius Scherchen, född 21 juni 1891 i Berlin, död 12 juni 1966 i Florens, var en tysk dirigent. 

## Biografi
Hermann Scherchen började som altviolinist. Han blev 1914 dirigent i Riga och 1918 i Berlin (Neue Musikgesellschaft), senare i Leipzig, i Frankfurt am Main och i Königsberg. Han företog även omfattande turnéer, där han främst dirigerade modern musik, för vilken han var en ivrig propagandist. Modern musik var för övrigt ett genomgående tema för tidskriften "Melos" som han grundade. Han var också verksam som kompositör och författare till bland annat Lehrbuch des Dirigierens. Han gjorde skivinspelningar av flera hundra verk från barocken till modern konstmusik.

## Skrifter
- Lehrbuch des Dirigierens (Leipzig, 1929); senast utgiven som faksimil 2006)
- Vom Wesen der Musik (Winterthur, 1946)
- Musik für Jedermann (Winterthur, 1950)
- Alles hörbar machen: Briefe eines Dirigenten 1920–1939 (Berlin, 1976)
- Aus meinem Leben (Berlin, 1984)